# اعتقاد أئمة أهل الحديث
اعتقاد أئمة أهل الحديث كتاب من تأليف شيخ الإسلام أبو بكر الإسماعيلي في بيان اعتقاد أهل الحديث، حيث قال في آخر الكتاب بعد انتهائه من ذكر أصول عقيدة أهل الحديث: «هذا أصل الدين والمذهب، اعتقاد أئمة أهل الحديث، الذين لم تشنهم بدعة، ولم تلبسهم فتنة، ولم يخفوا إلى مكروه في دين، ولا تفرقوا عنه. واعلموا أن الله تعالى أوجب في كتابه محبته ومغفرته لمتبعي رسوله ﷺ في كتابه، وجعلهم الفرقة الناجية والجماعة المتبعة، فقال عز وجل لمن ادعى أنه يحب الله عز وجل: ﴿قُلْ إِنْ كُنْتُمْ تُحِبُّونَ اللَّهَ فَاتَّبِعُونِي يُحْبِبْكُمُ اللَّهُ وَيَغْفِرْ لَكُمْ ذُنُوبَكُمْ وَاللَّهُ غَفُورٌ رَحِيمٌ ۝٣١﴾ [آل عمران:31].»

## مقتطفات من الكتاب

### القول في الأسماء والصفات
فجاء في الكتاب:
«ويعتقدون أن الله تعالى مدعو بأسمائه الحسنى وموصوف بصفاته التي سمى ووصف بها نفسه ووصفه بها نبيه صلى الله عليه وسلم، خلق آدم بيده، ويداه مبسوطتان ينفق كيف يشاء، بلا اعتقاد كيف، وأنه عز وجل استوى على العرش، بلا كيف، فإن الله تعالى انتهى من ذلك إلى أنه استوى على العرش ولم يذكر كيف كان استواؤه.»

### ذكر بعض خصائص الربوبية
فذكر فيه مؤلفه:
«وأنه مالك خلقه وأنشأهم لا عن حاجة إلى ما خلق ولا معنى دعاه إلى أن خلقهم، لكنه فعال لما يشاء ويحكم ما يريد، لا يسأل عما يفعل، والخلق مسؤولون عما يفعلون.»

### إثبات أسماء الله الحسنى وصفاته العلا
«وأنه مدعو بأسمائه، موصوف بصفاته التي سمى ووصف بها نفسه، وسماه ووصفه بها نبيه عليه الصلاة والسلام، لا يعجزه شيء في الأرض ولا في السماء، ولا يوصف بنقص أو عيب أو آفة، فإنه عز وجل تعالى عن ذلك.»

### إثبات صفة اليدين
فذكر الإسماعيلي ما نصه:
«وخلق آدم عليه السلام بيده، ويداه مبسوطتان ينفق كيف شاء، بلا اعتقاد كيف يداه، إذ لم ينطق كتاب الله تعالى فيه بكيف. ولا يعتقد فيه الأعضاء والجوارح، ولا الطول والعرض، والغلظ والدقة، ونحو هذا مما يكون مثله في الخلق، وأنه ﴿ليس كمثله شيء﴾ تبارك وجه ربنا ذو الجلال والإكرام.»

### النزول إلى السماء الدنيا
وفي كتب:
«وأنه عز وجل ينزل إلى السماء الدنيا على ما صح به الخبر عن رسول الله صلى الله عليه وسلم، بلا اعتقاد كيف فيه.»

### رؤية المؤمنين ربهم في الآخرة
«ويعتقدون جواز الرؤية من العباد المتقين لله عز وجل في القيامة، دون الدنيا، ووجوبها لمن جعل الله ذلك ثوابًا له في الآخرة، كما قال: ﴿وجوه يومئذ ناضرة إلى ربها ناظرة﴾ وقال في الكفار: ﴿كلا إنهم عن ربهم يومئذ لمحجوبون﴾ [المطففين: 15] فلو كان المؤمنون كلهم والكافرون كلهم لا يرونه، كانوا جميعا عنه محجوبين، وذلك من غير اعتقاد التجسيم في الله عز وجل ولا التحديد له، ولكن يرونه جل وعز بأعينهم على ما يشاء هو بلا كيف.»

### قولهم في مرتكب الكبيرة
«ويقولون إن أحدًا من أهل التوحيد ومن يصلي إلى قبلة المسلمين، لو ارتكب ذنبًا، أو ذنوبًا كثيرة، صغائر، أو كبائر، مع الإقامة على التوحيد لله والإقرار بما التزمه وقبله الله، فإنه لا يكفر به، ويرجون له المغفرة، قال تعالى: ﴿ويغفر ما دون ذلك لمن يشاء﴾.»

### عذاب القبر
«ويقولون إن عذاب القبر حق، يعذب الله من استحقه إن شاء، وإن شاء عفى عنه، لقوله تعالى: ﴿النار يعرضون عليها غدوا وعشيا ويوم تقوم الساعة أدخلوا آل فرعون أشد العذاب﴾ فأثبت لهم ما بقيت الدنيا عذابا بالغدو والعشي دون ما بينهما، حتى إذا قامت القيامة عذبوا أشد العذاب، بلا تخفيف عنهم كما كان في الدنيا، وقال: ﴿ومن أعرض عن ذكري فإن له معيشة ضنكا﴾ يعني قبل فناء الدنيا، لقوله بعد ذلك: ﴿ونحشره يوم القيامة أعمى﴾ بين أن المعيشة الضنك قبل يوم القيامة، وفي معاينتنا اليهود والنصارى والمشركين في العيش الرغد والرفاهية في المعيشة ما يعلم به أنه لم يرد به ضيق الرزق في الحياة الدنيا لوجود مشركين في سعة من أرزاقهم، وإنما أراد به بعد الموت، قبل الحشر.»

## محتوى الكتاب
| - أصول الاعتقاد عند أهل الحديث - القول في الأسماء والصفات - ذكر بعض خصائص الربوبية - إثبات أسماء الله الحسنى وصفاته العلا - إثبات صفة اليدين - قولهم في صفة الوجه والسمع والبصر والعلم والقدرة والكلام - إثبات المشيئة - علم الله - القرآن كلام الله - أفعال العباد مخلوقة لله - الخير والشر بقضاء الله - النزول إلى السماء الدنيا - رؤية المؤمنين ربهم في الآخرة | - حقيقة الإيمان - قولهم في مرتكب الكبيرة - حكم تارك الصلاة عمدًا - أقوال أهل العلم في الفرق بين الإسلام والإيمان - الشفاعة والحوض والمعاد والحساب - ترك الشهادة لأحد من الموحدين بالجنة أو النار - عذاب القبر - سؤال منكر ونكير - ترك الخصومات والمراء في الدين - خلافة الخلفاء الراشدين - المفاضلة بين الصحابة - قولهم فيمن يبغض الصحابة - الجمعة خلف كل إمام مسلم برًا كان أو فاجرًا | - الجهاد مع الأئمة وإن كانوا جورة - دار الإسلام - أعمال العباد لا توجب لهم الجنة إلا بفضل الله - تقدير الآجال - الرازق الله - الله خالق الشياطين ووساوسهم - السحر والسحرة - مجانبة البدعة - تعلم العلم - الكف عن الصحابة - لزوم الجماعة - وجوب لزوم مذهب أهل الحديث الفرقة الناجية |